# Кендагіри (станція)
Кендагіри (рос. Кендагиры) — станція Могочинського регіону Забайкальської залізниці Росії, розташована на дільниці Куенга — Бамівська між станціями Сбега (відстань — 20 км) і Ксеньєвська (21 км). Відстань до ст. Куенга — 253 км, до ст. Бамівська — 496 км; до транзитного пункту Каримська — 485 км.